# Drážďanská alianční smlouva roku 1699
Smlouva v Drážďanech (německy Bündnisvertrag von Dresden), byla dánsko-saská smlouva, která byla podepsána 14.jul./ 24. září 1699greg. v saském hlavním městě Drážďanech mezi dánským diplomatem Christianem Detlevem von Reventlow a saským generálporučíkem Jacobem Heinrichem von Flemming.

## Smluvní partneři

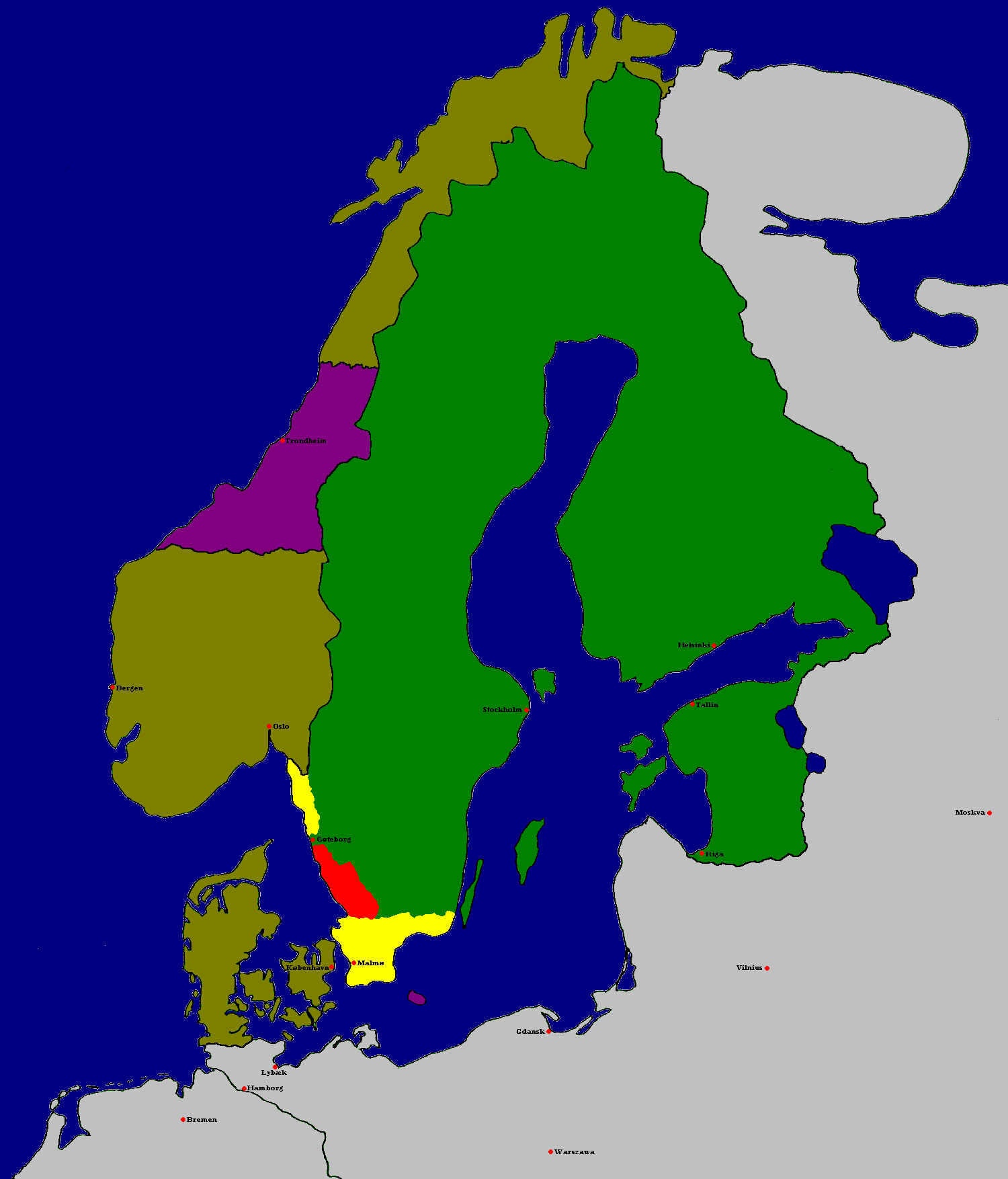
Skandinávie:
Švédská říše,
Království Dánska a Norska,
Halland, držený Švédskem už 30 let,
Skåne, Blekinge a Bohuslän, bývalé dánské provincie,
Území navrácené pod dánskou vládu již roku 1660.

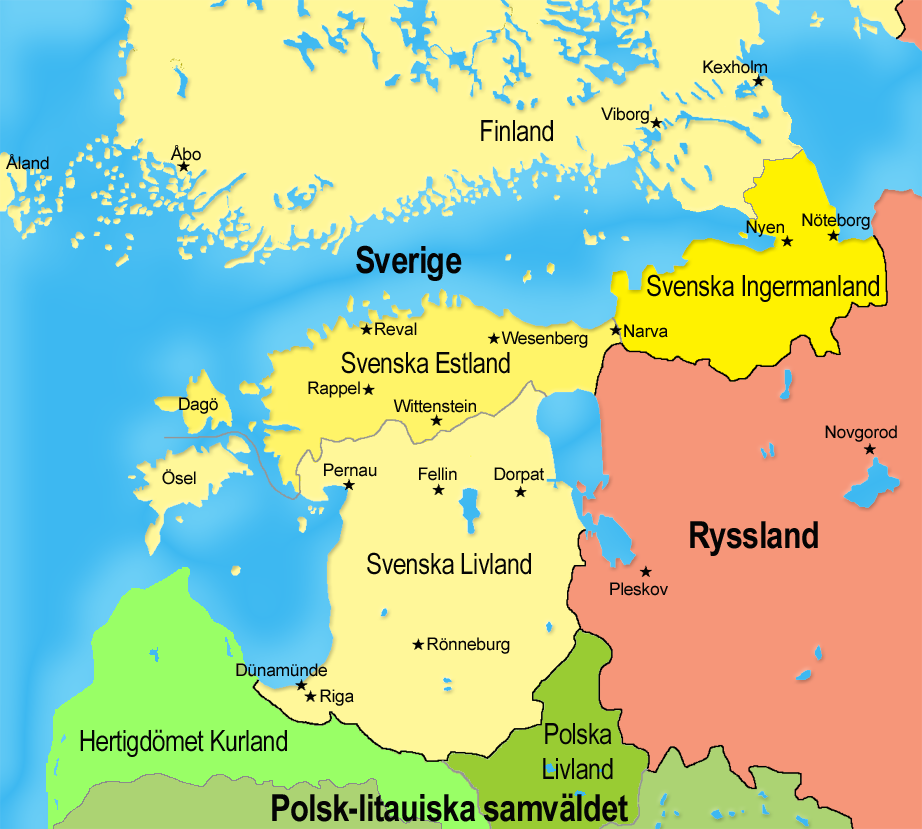
Švédské pobaltské provincie, Polsko-litevská unie a Ruská říše.

Již 29. března 1698 byla v Kodani mezi oběma zeměmi sepsána 14stránková alianční smlouva. Po smrti dánského a norského krále Kristiána V. byl 25. srpna 1699 korunován jeho syn Frederik IV. Cílem nového dánského krále bylo získat zpět provincie Scania, Blekinge a Halland na jihu Skandinávského poloostrova, které byly ztraceny během předchozí války ve Skåne (1674–1679). Kvůli změně trůnu v Dánsku poslal Frederick IV. svého švagra Christiana Detlev von Reventlow na tajnou misi do Drážďan přesvědčit Augusta Silného, saského kurfiřta a polského krále, aby vytvořil ještě těsnější spojenectví proti švédskému králi Karlu XII.
Kurfiřt August hledal spojence pro plánovanou válku proti nezkušenému a velmi mladému králi Karlu XII. Radil mu livonský šlechtic Johann Reinhold Patkul, který uprchl ze švédské Livonie. Řekl mu, že znovudobytí kdysi polské Livonie přinese Augustovi velkou prestiž. Livonská šlechta by tento krok uvítala a postavila se proti švédské nadvládě. Jednání mezi Dány a Sasy se vedlo skrytě před Švédy.
Panovníci Dánska a Saska se zavázali, že se budou navzájem podporovat v boji proti Švédsku. Obě strany si navíc uvědomily možnost získat dalšího aliančního partnera. Za tímto účelem začala na podzim jednání s ruským carem Petrem I., který už v tomto smyslu jednal při diplomatické cestě v předchozím roce v rámci svého Velkého poselství (Великое посольство). Výsledky jednání vyvrcholily další Smlouvou v Preobraženskom Sele (Преображенский договор) v listopadu 1699, v níž se k alianci připojil ruský car. V důsledku toho vznikla trojstranná Severní aliance, která vytvořila předpoklady pro nadcházející severní válku.

## Válka
Trvání Drážďanské alianční smlouvy bylo krátké. V únoru 1700 napadlo Sasko švédskou Livonii, aby obsadilo provincii a její hlavní město Rigu. V březnu 1700 také dánský král Frederik IV. vyhlásil válku Švédsku a zaútočil na švédské Šlesvicko-Holštýnsko. Když se Švédsko obrátilo proti Dánsku, Hannover a Nizozemsko vojensky podpořily vévodství Šlesvicko-Holštýnsko-Gottorfské a vojsko švédského krále Karla XII. ohrožovalo dánské hlavní město Kodaň. Po švédském vylodění v Humlebæku se Dánsko stáhlo z války a v srpnu 1700 se Švédskem uzavřelo mír ve Traventhalu.
Protišvédská koalice ve Velké severní válce tak ztratila jako partnera Dánsko. Sasko bojovalo až do září 1706, kdy na zámku v Altranstadtu uzavřelo mír se Švédskem. Dále bojovalo jen Rusko. Zpět do války vstoupilo Dánsko a Sasko v roce 1709. Válka pak trvala až do roku 1721 (Nystadská mírová smlouva).